# Eriocaulon sumatranum
Eriocaulon sumatranum är en gräsväxtart som beskrevs av Wilhelm Willy Otto Eugen Ruhland. Eriocaulon sumatranum ingår i släktet Eriocaulon och familjen Eriocaulaceae.
Artens utbredningsområde är Sumatera. Inga underarter finns listade i Catalogue of Life.